# تصنيف الجمهور
وضع مجلس الفنون في إنجلترا تعريفًا قد يكون أكثر دقة من هذا التعريف الواسع:
“يعرف مصطلح تنمية الجمهور بأنه نشاط يعني على وجه الخصوص بسد احتياجات الجمهور الحالي والمحتمل ليساعد مؤسسات الفنون [والثقافة] في تنمية علاقات مستمرة مع الجماهير. وبذلك يضم المصطلح بين جنباته بعض نواحي التسويق والوكالة والبرمجة والتعليم وخدمة العملاء والتوزيع."
وينصب التركيز على العلاقة القوية بين تنمية الجمهور وبين التسويق، إذ إن تنمية الجمهور هي الأخرى تنطوي على بناء حصة في السوق.
ويُركز أيضًا على إيجاد جماهير من خارج التيار الرئيس - أي «جماهير جديدة» أو «جماهير من الفئات المستبعدة على أساس اجتماعي». وتعكس تنمية الجمهور أيضًا العلاقة مع الجماهير وتطورها بمرور الوقت مع التركيز على المدى البعيد.
وتختلف أنواع نشاطات تنمية الجمهور المناسبة باختلاف نوع المؤسسة بدءًا من صالات الحفلات الكبيرة الحجم ووصولاً إلى مراكز الفنون الصغيرة الحجم.
وتوظف نشاطات تنمية الجمهور - كغيرها من عمليات التشغيل - بعضًا من أدوات التسويق منها البحوث والدعاية والاتصال وإدارة العلاقة مع الزبائن. ومن الناحية الفكرية، يوضع الجمهور في نشاطات تنمية الجمهور على رأس أولويات أي عمل.

## وصلات خارجية
List of Audience Development Agencies in the UK:
- The Audience Agency
- Audiences NI
- &Co The cultural marketing house
- Audiences Wales
- Cultivate
- Culture Sparks
- Sussex Arts Marketing
- The Audience Business, Edinburgh